# Sedrata
Sedrata är en ort i Algeriet.   Den ligger i provinsen Souk Ahras, i den norra delen av landet, 400 km öster om huvudstaden Alger. Sedrata ligger 794 meter över havet och antalet invånare är 53 318.
Terrängen runt Sedrata är varierad.Runt Sedrata är det ganska tätbefolkat, med 108 invånare per kvadratkilometer. Det finns inga andra samhällen i närheten. Trakten runt Sedrata består till största delen av jordbruksmark.